# مدرسه انوشیروان
مدرسه انوشیروان مربوط به دوره پهلوی است و در شهرستان تبریز، بخش مرکزی، خ امام خمینی - تقاطع چهارراه شریعتی و باغ گلستان واقع شده و این اثر در تاریخ ۲۷ آبان ۱۳۸۵ با شمارهٔ ثبت ۱۶۴۳۹ به‌عنوان یکی از آثار ملی ایران به ثبت رسیده است.